# سيف الدين الدوري
سيف الدين الدوري (1940 - ) هو كاتب ومؤرخ وصحفي ومحلل سياسي عراقي.

## حياته
ولد سيف الدين في بغداد الكرخ محلة التكارتة عام 1940. في اسرة متكونة 11 شخصاً، أربعة أخوة، وخمس أخوات، كان والده يعمل في السكك الحديدية في بغداد، درس في مدرسة الزوراء الابتدائية، وثم نُقل إلى مدرسة الكرخ الابتدائية، وفي مدرسة العسكري الابتدائية في جانب الرصافة، ثم أكمل الدراسة المتوسطة في متوسطة الجعيفر، وأكمل الثانوية في ثانوية الكرخ وتخرج فيها عام 1959 - 1960، وثم اصبح معلما في مدرسة النزارية بالاعظمية، التحق بأول دورة لمعهد إعداد المعلمين بالاعظمية لمدة سنتين، وخلال تلك الفترة قد عُيّن في وكالة الأنباء العراقية عام 1962، والتي كان يعمل فيها ضمن الدوام المسائي. وعمل مراسلاً في دمشق وفي عمان وعدن والقاهرة، وبعدها قرر إكمال دراسته الجامعية، فالتحق لدراسة الصحافة بكلية الآداب بجامعة بغداد، وحصل على شهادة البكالوريوس للعام الدراسي 1973- 1974. وعمل في الملحق الصحفي في بيروت للفترة من 1976 - 1980 وفي عدن 1984-1987، ثم في المغرب بين 1989-1991، عاد إلى بغداد بعد الغزو العراقي للكويت حتى أحيل إلى التقاعد في 2 فبراير 1992. وبعد أربع سنوات قدم طلباً لدراسة الماجستير في معهد التاريخ العربي في المنصور وحصل على الشهادة عام 1996، طلب اللجوء إلى بريطانيا عندما كان في عمان، وبعد سنة صدرت الموافقة وغادر عمان متجهاً إلى لندن، ومُنح الجنسية والجواز البريطاني عام 2001.

## مؤلفاته
1. الحراك السياسي في جنوب اليمن، 1963-1994: أسبابه وأهدافه وجذوره التاريخية.
2. الفريق حردان التكريتي ضحية الخيانة والغدر: رسائل حردان من منفاه إلى الرئيس البكر
3. اللغز في إعدام ناظم كزار وعبد الخالق السامرائي: وأربعة آخرين من أعضاء مجلس قيادة الثورة، 1973-1979م
4. عبد الرحمن البزاز: أول رئيس وزراء مدني في العراق الجمهوري
5. انقلاب 17 تموز البداية المريبة.. والنهاية المأساة 1968-2003
6. الفريق طاهر يحيى: ضحية الصراعات السياسية والعسكرية في العراق
7. جميل المدفعي و دوره السياسي في العراق
8. عبد الخالق السامرائي: ضحية المؤامرة المزعومة
9. علي صالح السعدي: نائب رئيس الوزراء و وزير الداخلية و سلطة البعث الأولى في العراق 1963
10. فؤاد الركابي: ضحية الحزب الذي أسسه
11. من ذاكرة الدكتور تحسين معلة
12. نوري باشا السعيد: 50 عاماً على مصرعه وسقوط النظام الملكي في العراق عام 1958